# Призначное
Призна́чное — село в Прохоровском районе Белгородской области, Россия. Административный центр Призначенского сельского поселения.

## История
Временем образования села Призначное считается период XVIII века 70-е года. Располагалось оно на Призрачной плоте при Галичьей яруге, в верховье Белой плоты, близ Муравского шляха, в окружении дубового леса, расположенного от шляха до яруг Красной и Галичьей. В это время здесь организовалась общерусская сторожевая служба, которая способствовала внесению Прохоровского района в 3-й сторожевой участок. В 1572 году были сделаны знаки — зарубки, указывающие направления маршрутов сторожевым разъездам.
Село начало заселяться в течение XVII века  главным образом  военными служилыми людьми. Так же переселялись и из Подольхов и Плоты. По данным переписи 1811 года насчитывалось 16 дворов. Происхождение названия села Призначное противоречиво.  Существует несколько версий происхождения названия «Призначное» по одной из версий село образовалось на дороге, имеющей важное военно-стратегическое значение и воинские части прикрывали путь в центр России от набегов кочевников. На месте появления села, при дороге стоял знак и село соответственно при знаке, т.е. Призначное. По другой версии село образовано на развилке торговых путей. Дорога на Скородное проходила по водоразделу рек Северского Донца и Сейма. На развилке дороги и возникло село Призначное, получившее название от указательного знака. По третьей версии, название произошло непосредственно от названия Призначной Плотвы, вблизи которой расположилась тогда ещё деревня.
В конце XVIII века для охраны дороги и грузов были поселены казаки Слободского и Острогожского полков.  Население росло,  и  в 1880 году в селе появилась первая школа.    В 1871 году была освящена церковь Божьей матери Покрова, она была однопрестольной с числом прихожан 1022 души с близлежащими хуторами. До нашего времени церковь не сохранилась, она была разрушена после Октябрьской революции  1917 года. По документам 1858 года в деревне Призначное проживал 721 житель и был 91 двор «крестьян государственных душево-четверных».
Основным видом деятельности было земледелие, с достаточно низкой урожайностью. Благодаря реформе 1861 года в селе появились ветряные мельницы, валяльни, крупоружки. Большая часть женского населения занималась ткацким делом. С ростом  кустарного производства (дуги, колеса, хомуты, пряхи) и развитием торговых отношений стали проводиться ярмарки.
В июле 1928 года село Призначное стало центром Призначенского сельсовета.
В годы Великой Отечественной войны наше село стало ареной ожесточённых сражений. Из села на фронт ушли 260 человек вернулись  только 62 человека. В честь погибших была установлена стела.
В селе в 1978 году был построен детский сад, проведен водопровод на центральные улицы, годом позднее первая столовая, в 1980-е года открылись кафе и баня, танцплощадка, проведено освещение улиц.

## Образование
В 1920-е годы открылись избы-читальни, начали работать ликбезы.
В 1935 году была открыта новая начальная школа, в 1937 году - средняя школа в Гусек-Погореловке. 
15 июня 1940 года в ней состоялся первый выпуск.

## Великая Отечественная война
Во время Великой Отечественной войны Призначное было оккупировано нацистскими войсками после боя с 227-й стрелковой дивизией РККА 16-17 ноября 1941 года.
27 января 1943 года средняя школа была сожжена немцами вместе с советскими военнопленными.
Ныне на этом месте находится мемориал павшим воинам.
На месте сожженной школы была построена новая, которая работала до 1983 года.

## Фото
Призначенская средняя школа